# Almond (New York)
Pour les articles homonymes, voir Almond.
Almond est une ville (town) du comté d'Allegany, dans l'État de New York, aux États-Unis,. En 2020, elle comptait une population de 1 526 habitants, estimée au 1er juillet 2021 à 1 511 habitants. La ville est incorporée en 1821.

## Démographie
Lors du recensement de 2010, la ville comptait une population de 1 633 habitants. Elle est estimée, en 2016, à 1 556 habitants.